# North Berwick
Pour les articles homonymes, voir Berwick.
North Berwick est une ville du bord de mer dans la région du East Lothian en Écosse. Elle est située approximativement 27 miles (40 min) à l'est d'Édimbourg. North Berwick est devenue une station balnéaire à la mode au XIXe siècle grâce à ses deux plages de sable. De nos jours, East Bay et West Bay continuent d'attirer les vacanciers. À l'extrémité de chacune des baies se trouve un terrain de golf ouvert aux visiteurs.

## Histoire
Le port de North Berwick a été construit au XIIe siècle, et pendant 500 ans un bateau a effectué la traversée jusqu'à Earlsferry. Ce trajet était très prisé des pèlerins qui se rendaient à St Andrews. Cette ligne a été récemment rouverte, durant l'été, un bateau relie North Berwick à Anstruther dans le Fife, en hommage au ferry original.
Des fouilles ont montré qu'il y avait de l'activité dans la zone du port dès le VIIIe siècle.
Au Moyen Âge, les invasions anglaises on conduit à la construction à proximité du château de Tantallon, et d'un couvent dans la ville.
À la fin du XIXe siècle, North Berwick a développé les activités autour du golf et des vacances.
Le nombre d'habitants de la ville est resté assez stable jusque dans les années 1970.

## Attractions
- Départ de croisière en bateau vers les îles de Bass Rock, Fidra et d'autres îles.
- Scottish Seabird Centre - Centre d'information sur les oiseaux marins que l'on peut trouver sur bass Rock ou dans le monde entier.
- North Berwick Law - Colline volcanique qui s'élève au-dessus de la ville. Sur la colline se trouvent les restes d'une station de signal de l'ère napoléonienne. Au sommet se trouve une arche faite avec une mâchoire de baleine, cette dernière s'est effondrée en juin 2006 ; elle a été finalement remplacée en juin 2008 par une réplique en fibre de verre.
- Deux terrains de golf.
- Les plages - elles sont recouvertes de sable jaune, sur la plage Est se trouve une piscine d'eau de mer qui se remplit avec la marée montante.
- Le château de Tantallon, forteresse du XIVe siècle est à 5 kilomètres à l'est.

## Liens
- Sorcières de North Berwick